# Février 1840

## Événements

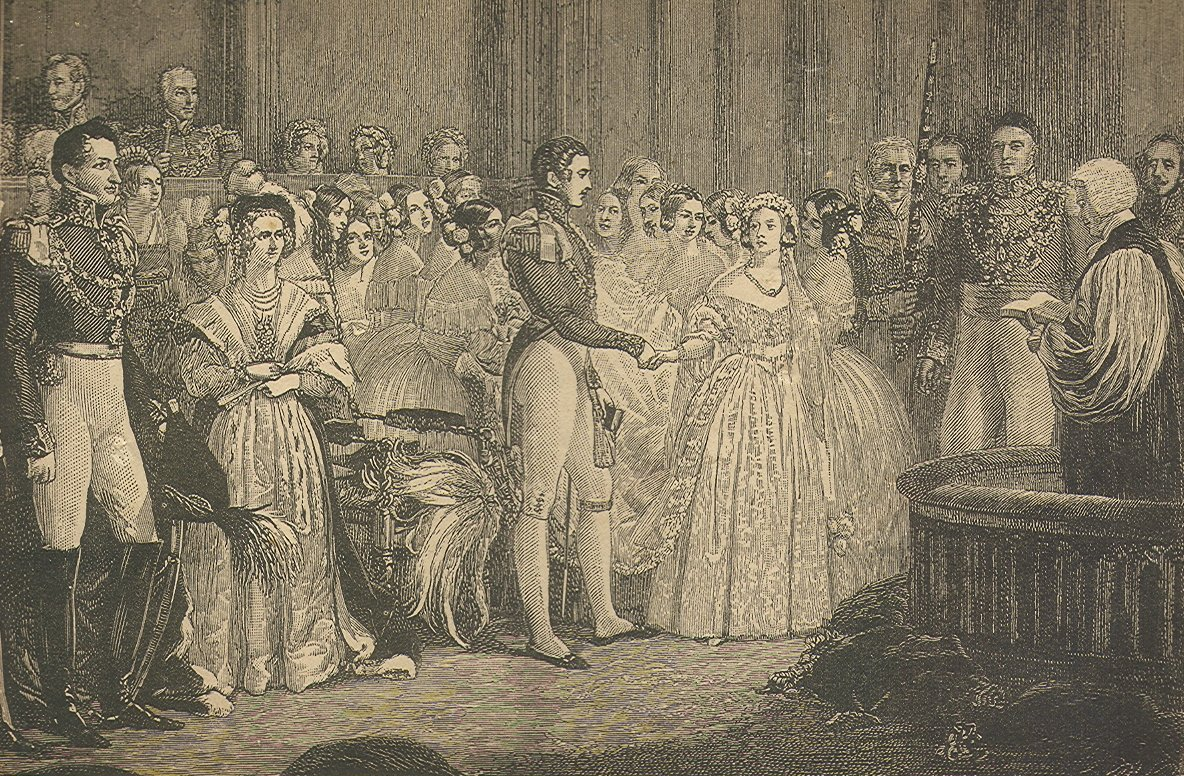
10 février : mariage de Victoria du Royaume-Uni et d'Albert de Saxe-Cobourg-Gotha

- 2 - 6 février : bataille de Mazagran, victoire française en Algérie contre les troupes d'Abd el-Kader. Reprise des hostilités entre Abd el-Kader et les Français en Algérie (1840-1847)[1].

- 5 février : le meurtre d'un moine capucin italien, le père Tommaso déclenche l'affaire de Damas impliquant des Juifs accusés de meurtre rituel à un moment (1840-1841) où la Syrie est occupée par les troupes de l’Égyptien Ibrahim Pacha (fin en août).

- 6 février : par le traité de Waitangi, les chefs maoris de Nouvelle-Zélande donnent toute souveraineté au Royaume-Uni. La Nouvelle-Zélande devient une colonie britannique, à égalité de droit avec les Maoris. Le but de ce traité est de protéger les Maoris des colons peu scrupuleux mais, en raison de différences d’interprétation entre les versions anglaise et māori, et de l’inaptitude du gouvernement à régir correctement les ventes de terres, de nombreuses tribus māori (iwi) sont dépossédées de leurs terres ancestrales.

- 10 février : Victoria du Royaume-Uni épouse Albert de Saxe-Cobourg-Gotha.

- 20 février : élection à l'Académie française. Pierre Flourens est élu. Victor Hugo obtient 14, 15, 14, et 12 voix.

- 21 février, France : démission du ministère Soult, mis en minorité sur un projet de dotation pour le duc de Nemours à l’occasion de son prochain mariage.

- 25 février : Charles Baudelaire envoie à Victor Hugo une lettre d'admiration.

## Naissances
- 10 février : Per Theodor Cleve (mort en 1905), chimiste et géologue suédois.
- 17 février : Leon Fernandez Bonilla, historien, avocat et diplomate costaricien
- 18 février : John Wesley Judd (mort en 1916), géologue britannique.

## Décès
- 20 février : Wilhelm Gotthelf Lohrmann (né en 1796), cartographe, astronome et météorologue saxon.